# Гюбнер, Юлиус
Юлиус Гюбнер (нем. Rudolf Julius Benno Hübner; 27 января 1806, Ольсе, Королевство Пруссия — 7 ноября 1882, Лошвиц) — немецкий художник дюссельдорфской художественной школы.

## Биография
Родился 27 января 1806 года в Ольсе, Королевство Пруссия. Отец, Эрнст Август Хюбнер, был городским директором в Ольсе, мать — Иоганна Кристиана, урождённая Редлер.
Юлиус Хюбнер первоначально получил уроки рисования у Огюстена Зигерта в Бреслау. Затем отправился в Берлин для дальнейшего художественного образования и в 1821 году поступил в Берлинскую академию художеств, в 1823 году стал учеником Вильгельма фон Шадова и последовал за ним в 1826 году в Дюссельдорф. С 1829 по 1831 год он гостил у друзей в Риме, а в 1831—1833 годах был в Берлине. С 1833 по 1838 год он посещал занятия Шадова в Дюссельдорфской академии художеств. Под влиянием Шадова у Гюбнера развилась «склонность к академичности», которая сделала его «одним из самых ярких представителей дюссельдорфской школы живописи». В 1836—1837 годах он расписал алтарь в церкви Апостола Андрея в Дюссельдорфе. Первоначально его критиковали за «обнаженное изображение страдающего Спасителя», что в то время считалось оскорбительным.
В 1839 году получил место в Дрезденской академии художеств, в 1841 году — должность профессора в ней. В 1845 году стал почётным гражданином города Мейсена. В 1871 году был назначен директором Дрезденской королевской картинной галереи и Галереи новых мастеров.
Умер в Лошвице от плеврита, вскоре после выхода на пенсию, 7 ноября 1882 года. Похоронен на дрезденском троицком кладбище.
Юлиус Гюбнер был женат на Паулине Бендеман, сестре художника Эдуарда Бендемана. В семье родилось 8 детей. Сын художника Эдуард Гюбнер также стал художником. Другой сын, Эмиль, — филологом-классиком. Ганс (1837—1884) стал профессором химии.